# Liste historischer Richtschächte
Ein Richtschacht ist im Bergbau ein Schacht, der geradlinig abgeteuft wird – ohne besondere Rücksicht auf den Verlauf der Erzgänge. Sie dienten der Ausrichtung der Lagerstätte.
Bekannte historische Richtschächte sind:
| Name                          | Lage                                             | Gebirge    | erbaut | Teufe |
| ----------------------------- | ------------------------------------------------ | ---------- | ------ | ----- |
| Richtschacht (Hauptschacht)   | Straßberger Revier (Straßberg-Neudorfer Gangzug) | Unterharz  | 1858   | 210 m |
| Güte-des-Herrner-Richtschacht | bei Lautenthal                                   | Oberharz   |        |       |
| David-Richtschacht            | Freiberger Revier                                | Erzgebirge |        |       |